# Viviana
Viviana  è un nome proprio di persona italiano femminile.

## Varianti
- Femminili: Vivianna[1]
- Maschili: Viviano[1][2]

### Varianti in altre lingue
- Catalano
  - Maschili: Vivià[3]
- Danese: Vivian[2]
  - Ipocoristici: Vivi[2]
- Francese: Vivienne[2][4][5], Viviane[2], Vivianne[2]
  - Maschili: Vivien[4]
- Inglese: Vivian[2][5], Vivyan[2], Vyvyan[5], Vivien[2][5]
  - Ipocoristici: Viviette[2]
  - Maschili: Vivian[2][5], Vivien[5]
- Latino: Viviana[2][4]
  - Maschili: Vivianus[2][4][3][5]
- Norvegese: Vivian[2]
  - Ipocoristici: Vivi[2]
- Portoghese: Viviana[2], Viviane[2]
- Spagnolo: Viviana[2]
  - Maschili: Viviano[3]
- Svedese: Vivian[2]
  - Ipocoristici: Vivi[2]
- Tedesco: Viviana, Viviane
- Ungherese: Vivien[2]

## Origine e diffusione

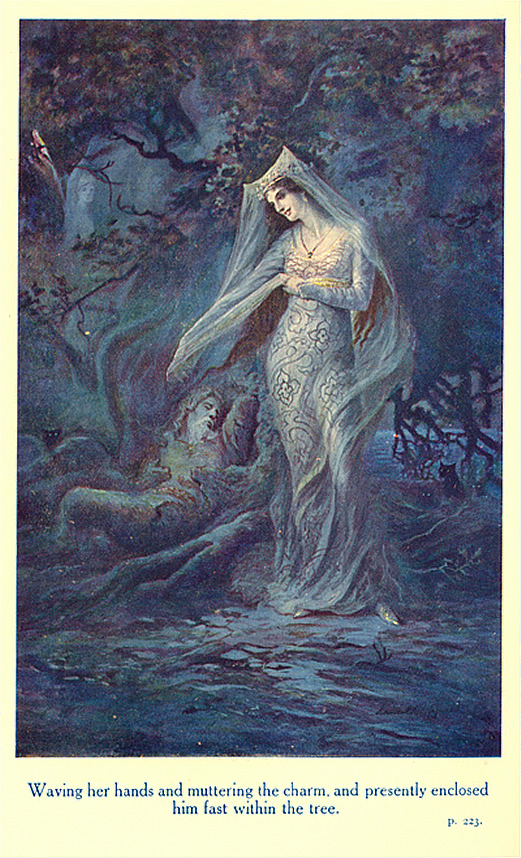
Merlino e Viviana, di Lancelot Speed

Continua il latino Viviana, forma femminile di Vivianus, nome dalla storia onomastica complessa. Di base, si tratta di nomi personali di età imperiale derivati dal verbo vivere, dall'aggettivo vivus ("vivo", "che ha vita") o, come patronimico, dal nome Vivus, con un chiaro significato augurale, una spiegazione che però viene bollata come etimologia popolare da Tagliavini; in secondo luogo, può essere una variante di Vibianus, un patronimico di Vibius (nome di derivazione etrusca) da cui deriva anche Bibiana.
In Italia il nome, seppur sostenuto dal culto di alcuni santi, è sostanzialmente d'importazione francese, dato che deve la sua diffusione a vari personaggi di cicli epici cavallereschi medievali (come Vivien, dalla Chanson de Guillaume); negli anni settanta se ne contavano circa diecimila occorrenze (più un migliaio del maschile), distribuite al Nord e al Centro.
In Inghilterra, grazie al culto di san Viviano, la forma Vivian è usata occasionalmente come nome maschile sin dal XII secolo, mentre il suo uso al femminile è più recente; la situazione onomastica nei paesi anglofoni è ulteriormente complicata dalla figura della Dama del Lago, celebre personaggio del ciclo arturiano, che in molte versioni del mito è chiamata con nomi quali Vivien o Viviane: questi potrebbero condividere la stessa etimologia di Viviana, ma è più plausibile che abbiano origini celtiche, derivando da un'anglicizzazione di Bébinn o, ancora più probabilmente, da un errore di lettura o di trascrizione di Ninian.

## Onomastico
L'onomastico si può festeggiare in memoria di più sante e santi, alle date seguenti:
- 10 marzo, san Viviano, uno dei quaranta martiri di Sebaste[4]
- 22 maggio, san Viano o Viviano, eremita sul monte Roccandagia[7]
- 28 agosto, san Viviano, vescovo di Saintes[4][3][7][8]
- 2 dicembre, santa Bibiana o Viviana, martire a Roma[7][8]

## Persone
- Viviana Ballabio, cestista e dirigente sportiva italiana
- Viviana Beccalossi, politica italiana
- Viviana Bottaro, karateka italiana
- Viviana Durante, ballerina italiana
- Viviana Schiavi, calciatrice italiana
- Viviana Sofronitsky, pianista russa naturalizzata canadese
- Viviana Susin, nuotatrice italiana

### Variante Vivian

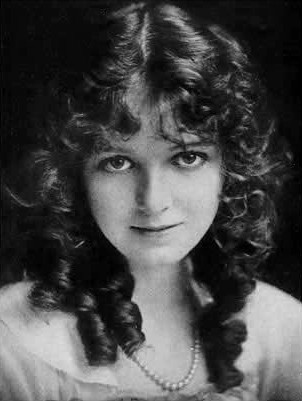
Vivian Martin

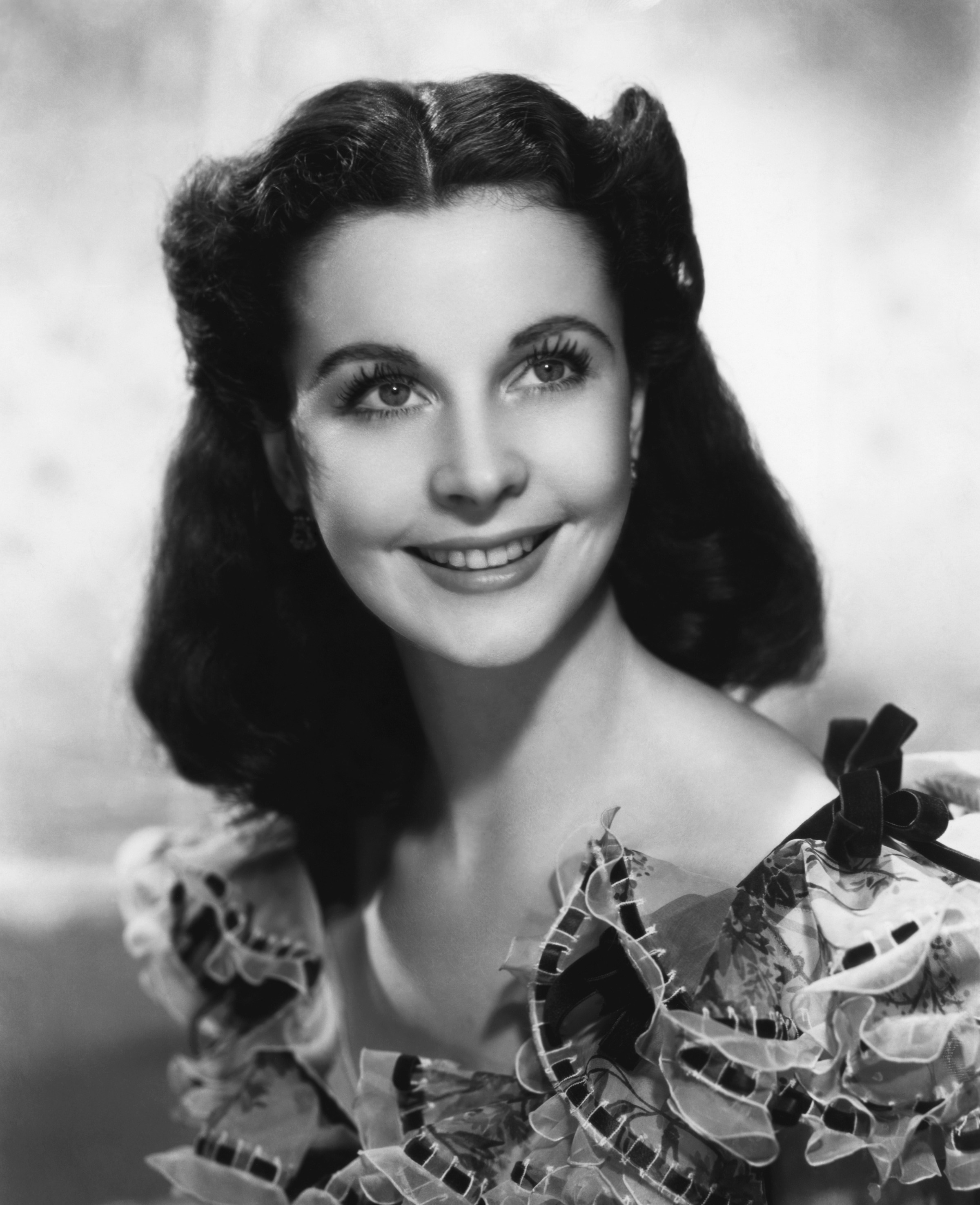
Vivien Leigh

- Vivian Blaine, attrice e cantante statunitense
- Vivian Bonnell, attrice e cantante antiguo-barbudana
- Vivian Cheruiyot, atleta keniota
- Vivian Chow, cantante, compositrice, attrice, conduttrice televisiva e scrittrice cinese
- Vivian Hsu, cantante, attrice e modella taiwanese
- Vivian Maier, fotografa statunitense
- Vivian Malone Jones, attivista statunitense
- Vivian Martin, attrice statunitense
- Vivian Nixon, danzatrice statunitense
- Vivian Rich, attrice statunitense

### Variante Viviane
- Viviane Asseyi, calciatrice francese
- Viviane Forrester, scrittrice, saggista e critica letteraria francese
- Viviane Reding, politica lussemburghese
- Viviane Romance, attrice e danzatrice francese

### Variante Vivien
- Vivien Beil, calciatrice tedesca

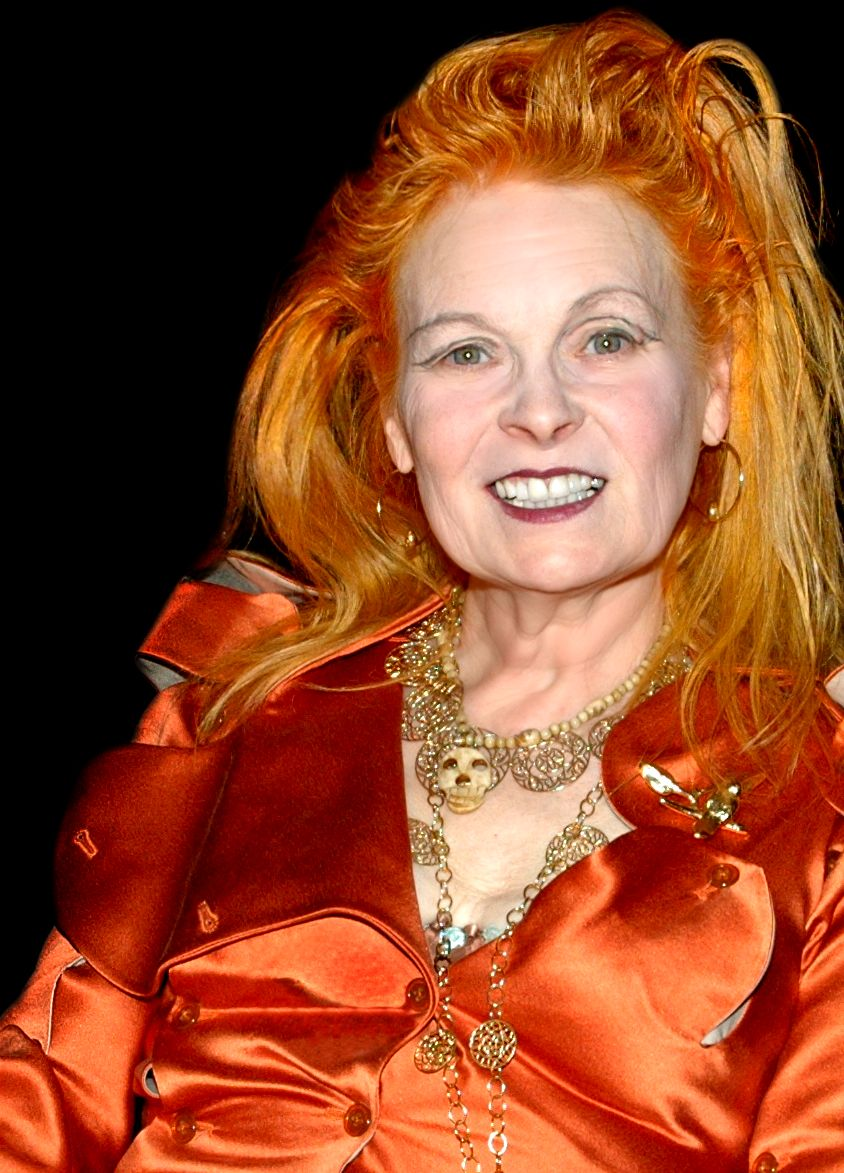
Vivienne Westwood

- Vivien Keszthelyi, pilota automobilistica ungherese
- Vivien Leigh, attrice britannica

### Variante Vivienne
- Vivienne Medrano, animatrice, regista e produttrice televisiva statunitense
- Vivienne Tam, stilista cinese
- Vivienne Westwood, stilista britannica

### Altre varianti femminili
- Vivianna Bülow-Hübe, designer svedese
- Vivianne Crowley, psicologa, saggista, sacerdotessa wiccan e docente universitaria britannica
- Vivianne Miedema, calciatrice olandese

### Variante maschile Viviano
- Viviano Codazzi, pittore italiano

Viviano Guida

- Viviano Guida, calciatore e allenatore di calcio italiano
- Viviano Orfini, cardinale italiano
- Viviano Toschi, giurista italiano

### Variante maschile Vivian
- Vivian Campbell, chitarrista britannico
- Vivian McGrath, tennista australiano
- Vivian Stanshall, cantante, pittore e poeta inglese
- Vivian Woodward, calciatore inglese

### Altre varianti maschili
- Viv Anderson, calciatore e allenatore di calcio inglese
- Vivien Thomas, medico statunitense

## Il nome nelle arti
- Vivian McArthur è un personaggio della serie televisiva Chuck.
- Vivian Ward è un personaggio del film diretto da Garry Marshall Pretty Woman.
- Viviano Westwood è un personaggio della serie manga Le bizzarre avventure di JoJo.